# Moskou Biënnale

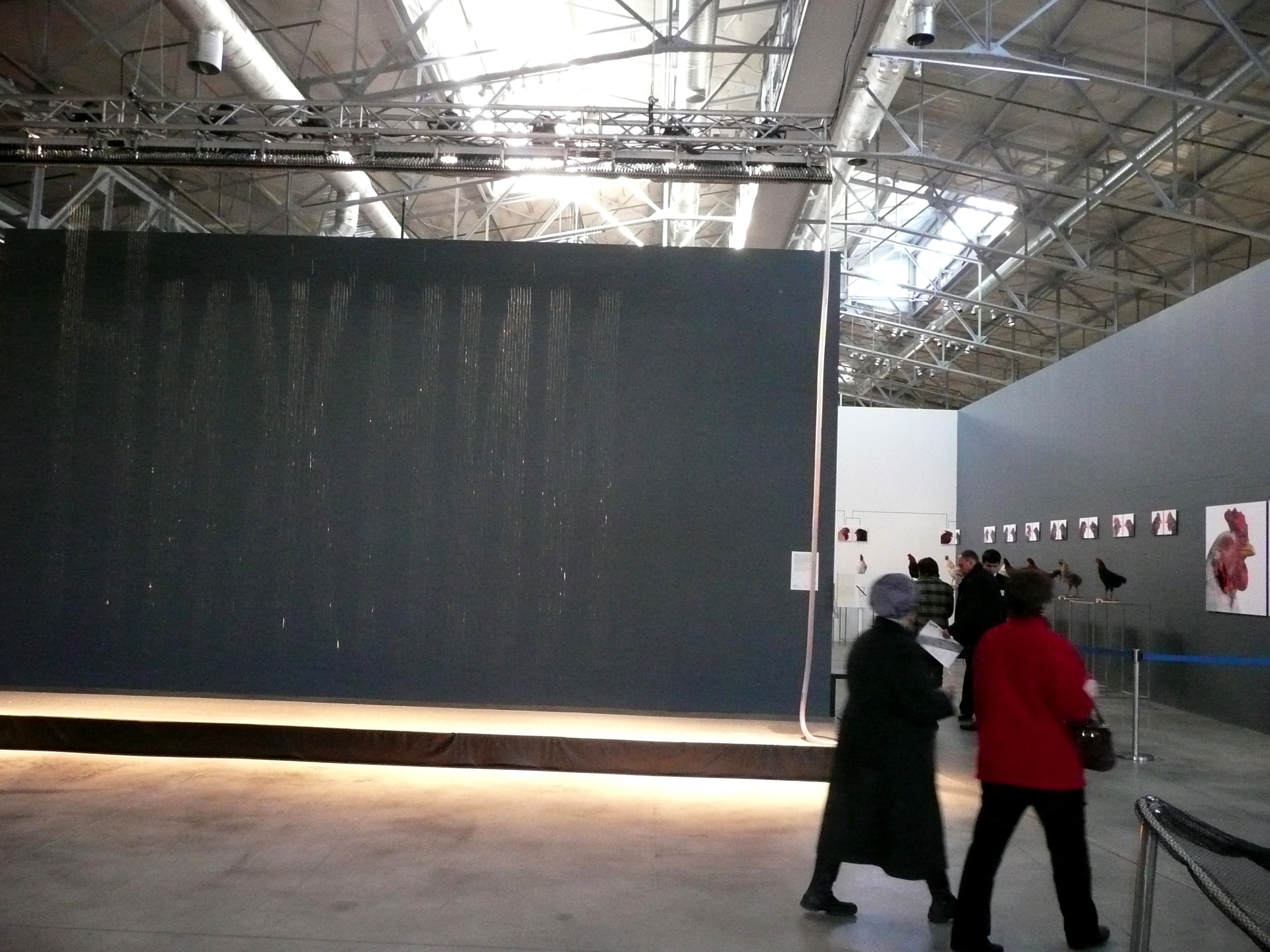
De Biënnale in 2009

De Moskou Biënnale is een kunstevenement voor hedendaagse kunst in Moskou.
De eerste Biënnale vond plaats in 2005.
De Russische kunst ontwikkelt zich snel en er is een bepaalde mening, overtuiging, visie en het inzicht dat het land een belangrijk internationaal kunstevenement nodig heeft om de actuele en relevante kunststromingen aan het Russische publiek te tonen.
De Moskou Biënnale voor Hedendaagse Kunst zou voortbouwen op het succes van andere evenementen, zoals het beroemde Tsjaikovski Musical Festival, Moscow International Film Festival en The Golden Mask Theater Festival.